# Arcidiecéze Kapské Město
Arcidiecéze Kapské Město (latinsky Archidioecesis Civitatis Capitis, je metropolitní arcibiskupství římskokatolické církve se sídlem v jihoafrickém hlavním městě Kapské Město. Jeho katedrálním kostelem je kostel P. Marie na útěku do Egypta. 

## Církevní provincie
Arcidiecéze Kapské Město je sídlem církevní provincie, která je tvořena následujícími diecézemi:
- Arcidiecéze Kapské Město
  - Diecéze Aliwal
  - Diecéze De Aar
  - Diecéze Oudtshoorn
  - Diecéze Port Elizabeth
  - Diecéze Queenstown.

## Stručná historie
V roce 1818 vznikl Apoštolský vikariát Mysu Dobré naděje, Madagaskaru a přilehlých oblastí jako první církevní jednotka na jihoafrickém teritoriu, a byl svěřen anglickým benediktinům. Původně pod jeho správu spadal i Mauritius, Seychely, Svatá Helena a Austrálie. Jeho teritorium se postupně změnšovalo a měnil se i jeho název. Až 11. ledna 1951 papež Pius XII. povýšil apoštolský vikariát na metropolitní arcidiecézi se současným názvem. 